# Cithaeron praedonius
Cithaeron praedonius är en spindelart som beskrevs av O. Pickard-Cambridge 1872. Cithaeron praedonius ingår i släktet Cithaeron och familjen Cithaeronidae. Inga underarter finns listade i Catalogue of Life.